# Saltuarius swaini
Saltuarius swaini (південний листохвостий гекон) — вид геконоподібних ящірок родини Carphodactylidae. Ендемік Австралії.

## Поширення і екологія
Південні листохвості гекони мешкають на південно-східному узбережжі Квінсленду та на північно-східному узбережжі Нового Південного Уельсу. Вони живуть у тропічних лісах, що ростуть серед прибережних гірських хребтів.